# Guihaia
Guihaia là một chi gồm 3 loài cọ cánh lá quạt trong họ Arecaceae, được tìm thấy ở Trung Quốc và Việt Nam.
- Guihaia argyrata (S.K.Lee & F.N.Wei) S.K.Lee, F.N.Wei & J.Dransf - Trung Quốc (Quý Châu, Quảng Tây, Quảng Đông), Việt Nam. Tại Trung Quốc gọi là 石山棕 (thạch sơn tông = móc/cọ núi đá).
- Guihaia grossifibrosa (Gagnep.) J.Dransf., S.K.Lee & F.N.Wei: Mật cật sợi to, hèo sợi to - Trung Quốc (Quảng Đông, Quảng Tây), Việt Nam. Tại Trung Quốc gọi là 两广石山棕 (Lưỡng Quảng thạch sơn tông = móc/cọ núi đá Lưỡng Quảng).
- Guihaia lancifolia K.W.Luo & F.W.Xing